# KV56
A tumba KV56 (acrônimo de "King's Valley #56"), no Vale dos Reis em Egito, também conhecida como A Tumba de Ouro, é a tumba que acreditam ter servido para o enterro de uma criança da realeza da décima nona dinastia ou pode ter sido apenas um depósito da tumba KV14.
Descoberta por Edward R. Ayrton em janeiro de 1908, está tumba encontrava-se ainda intacta e continha uma caixa de jóias, coberta com uma camada de 1 cm de ouro folheado, luvas e braceletes de prata com os nomes de Seti II e Tausert inscritos e brincos de ouro com o nome de Seti II. Ainda não se sabe se a tumba pertenceu a alguém ou se era uma tumba realmente.
Gaston Maspero acredita que os tesouros encontrados na KV56 foram trazidos da KV14, a tumba de Tausert, que fora usurpada por Setnakht.
Por outro lado, Cyril Aldred argumentou que esta tumba não era um dépósito mas sim a tumba do filho de Seti II e Tausert. Ele baseou sua teoria no fato de que na parede leste da câmara B havia restos de reboco e ouro, o quê poderia indicar a presença de um sarcófago que fora retirado.